# 모바일 운영체제

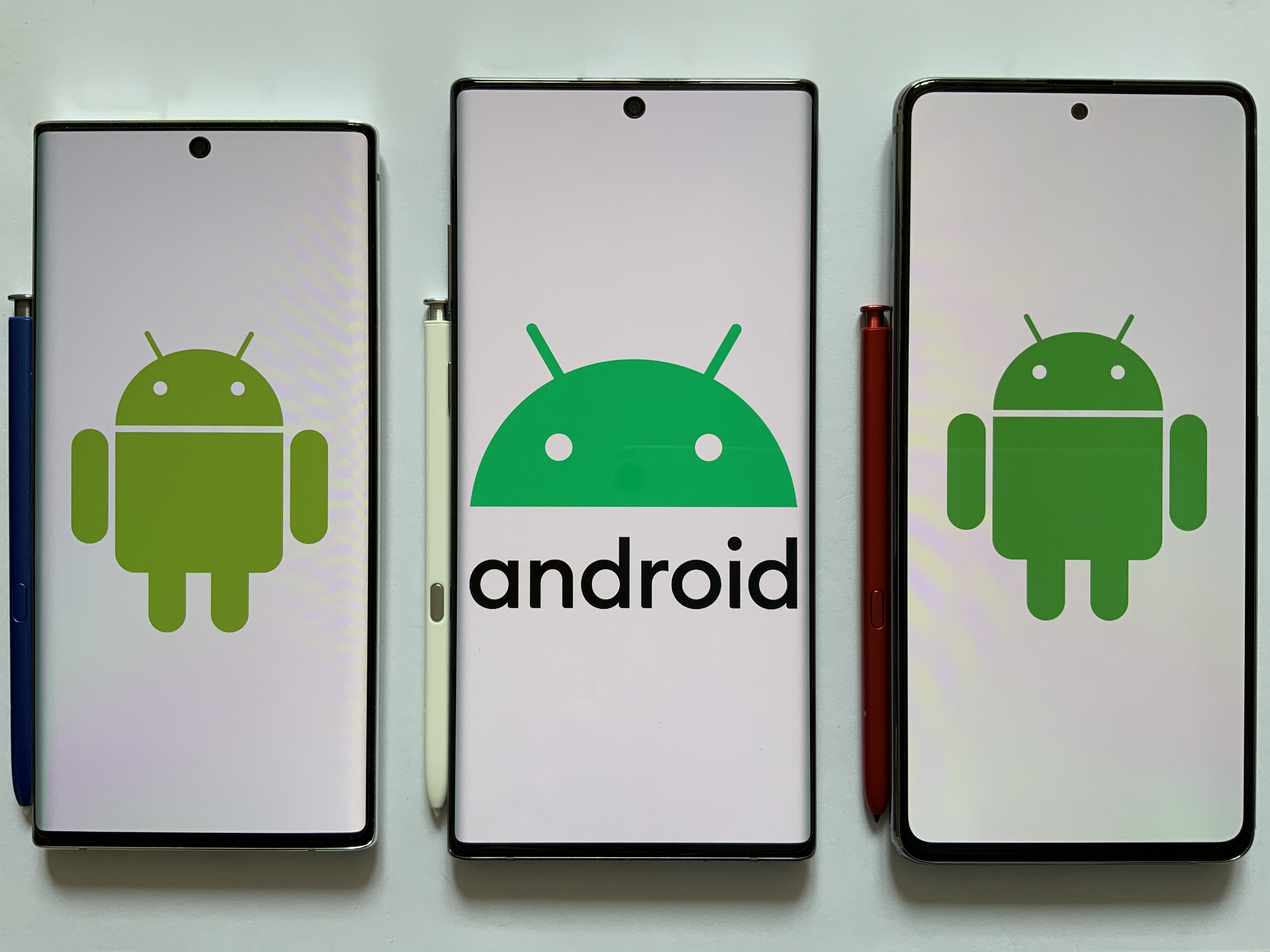
구글(Google) 안드로이드(Android)

모바일 운영체제(mobile operating system) 또는 단순히 모바일 OS는 모바일 장치나 정보 기기를 제어하는 운영체제이다. 데스크톱 컴퓨터나 노트북을 제어하는 윈도우, 맥 OS, 리눅스와 같은 운영체제의 원칙과 비슷하다. 그러나 모바일 운영체제는 조금 더 단순하며, 무선 버전의 광대역 및 지역 연결, 모바일 멀티미디어 포맷, 각기 다른 입력 방식을 더 많이 다룬다.
모바일 운영체제를 구동하는 장치는 이를테면 스마트폰, 개인 정보 단말기 (PDA), 태블릿 컴퓨터, 정보 기기 등이 있으며 여기에는 임베디드 시스템 및 기타 모바일 장치, 무선 장치를 포함한다.

## 스마트폰 운영체제

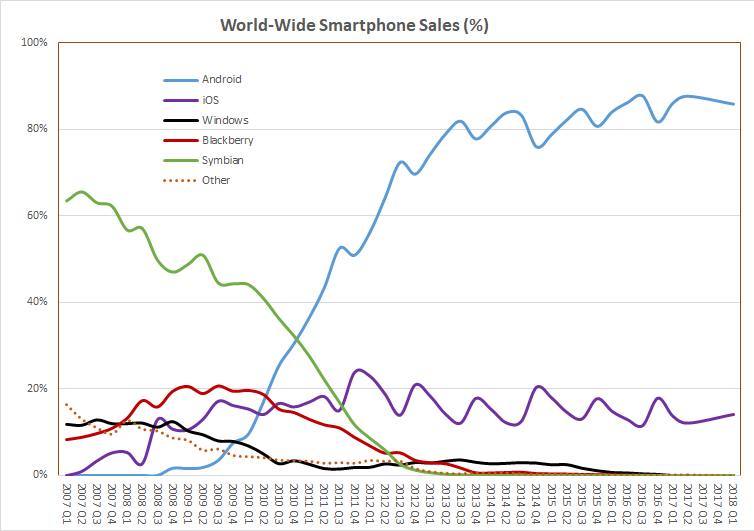
시장 점유율 추이

스마트폰에서 볼 수 있는 운영체제로는 노키아의 심비안, 구글의 안드로이드, 애플의 iOS, RIM의 블랙베리 OS, 마이크로소프트의 윈도우 폰, 리눅스, HP의 웹OS, 노키아의 마에모, 미고 등이 있다. 안드로이드, 웹OS, 마에모는 리눅스를 기반으로 작성되었으며 iOS는 둘 다 유닉스에 관련되어 있는 BSD와 NeXTSTEP 운영체제로부터 만들어졌다. 현재 삼성의 바다와 노키아와 인텔의 미고는 TIZEN 운영체제로 통합되어 개발 하였다. 오픈 소스 1.0이 공개되었다.
2010년 3분기에 판매된 스마트폰에 가장 흔하게 쓰이는 운영체제는 다음과 같다:
- 심비안 재단의 심비안 OS 및 이후 버전 심비안 플랫폼 (오픈 퍼블릭 라이선스, 2010년 3분기 36.6%)
- 구글의 안드로이드 (오픈 소스, 아파치, 2010년 3분기 25.5%)
- 애플의 iOS (클로즈드 소스, 사유, 2010년 3분기 16.7%)
- 블랙베리의 블랙베리 OS (클로즈드 소스, 사유, 2010년 3분기 14.8%)
- 마이크로소프트의 윈도우 폰 (클로즈드 소스, 사유,적은 시장 점유율)
- 리눅스 운영체제 (2010년 3분기 2.1%, 비 안드로이드 리눅스 기반 운영체제 기준)
- HP의 웹OS (일부 오픈 소스)
- 노키아와 인텔의 미고 (오픈 소스, GPL)
- 퀄컴의 BREW

- 삼성전자의 타이젠

### 이전의 스마트폰 운영체제
- 마이크로소프트의 윈도우 모바일 (2010년 3분기 2.8%, 클로즈드 소스, 사유)
- 액세스의 팜 OS/가넷 OS, (클로즈드 소스, 사유)
- 노키아의 마에모 (오픈 소스, GPL)
- 삼성전자의 바다 (클로즈드 소스, 사유)

### 운영체제별 시장 점유율
| 출처   | 연도    | 심비안 | 안드로이드 | RIM   | iOS   | 마이크로소프트 | 기타 운영체제 |
| ------ | ------- | ------ | ---------- | ----- | ----- | -------------- | ------------- |
| 가트너 | 2011 Q1 | 27.4%  | 36.0%      | 12.9% | 16.8% | 3.6%           | 3.3%          |
| 가트너 | 2010    | 37.6%  | 22.7%      | 16.0% | 15.7% | 4.2%           | 3.8%          |
| 가트너 | 2009    | 46.9%  | 3.9%       | 19.9% | 14.4% | 8.7%           | 6.1%          |
| 가트너 | 2008    | 52.4%  | 0.5%       | 16.6% | 8.2%  | 11.8%          | 10.5%         |
| 가트너 | 2007    | 63.5%  | N/A        | 9.6%  | 2.7%  | 12.0%          | 12.1%         |

## 스마트폰 운영체제 비교
오래된 버전도 시장에 존재하지만 아래는 최신 버전 기준이다.
| 기능                                   | iOS | 안드로이드 | 웹OS                                                          | 윈도우 폰                                                    | 블랙베리 OS                                                             | 심비안                                                  | 마에모                                                          | 미고                                                             | 타이젠          |                                                   |
| -------------------------------------- | --- | --- | ------------------------------------------------------------- | ------------------------------------------------------------ | ----------------------------------------------------------------------- | ------------------------------------------------------- | --------------------------------------------------------------- | ---------------------------------------------------------------- | --------------- | ------------------------------------------------- |
| 기업                                   | 애플 | 구글 | LG전자/휴렛 팩커드                                            | 마이크로소프트                                               | 블랙베리                                                                | 심비안 재단                                             | 노키아                                                          | 리눅스 재단                                                      | 삼성/타이젠재단 |                                                   |
| 현재 버전                              | 16.2 | 13 | 6.*                                                           | 10.0.14393.1                                                 | 10.2.0.1791                                                             | 10.1                                                    | 5.0                                                             | 1.1.2                                                            | 3.0.0.1         |                                                   |
| 운영체제 계열                          | Mac OS X/유닉스 계열 | 리눅스 | 리눅스                                                        | 윈도우 CE 7                                                  | 모바일 OS                                                               | 모바일 OS                                               | 리눅스                                                          | 리눅스                                                           | 리눅스          |                                                   |
| 지원 CPU 아키텍처                      | ARM | ARM, MIPS, 파워 아키텍처, x86 | ARM                                                           | ARM                                                          | ARM                                                                     | ARM                                                     | ARM                                                             | ARM, x86                                                         | ARM             |                                                   |
| 프로그래밍됨                           | C, C++, 오브젝티브-C, 스위프트 | C, C++, 자바 | C                                                             | 다수, .NET (실버라이트/XNA)                                  | 자바                                                                    | C++, 파이썬, 자바ME, Qt익스텐디드                       | C/C++                                                           | C++                                                              | C++             |                                                   |
| 사용권                                 | 오픈 소스 부분을 제외한 사유 EULA | 자유 및 오픈 소스 (안드로이드 2.3.4) 및 클로즈드 소스 (안드로이드 3.0.1) | 클로즈드 소스 모듈을 제외한 자유 및 오픈 소스                 | 사유                                                         | 사유                                                                    | 이클립스 퍼블릭 라이선스                                | 클로즈드 소스 부분을 제외한 자유 및 오픈 소스                   | 자유 및 오픈 소스                                                | 사유            |                                                   |
| 대중 화제 목록                         | 아니오 (비공식 트래커는 존재) | 예 | 아니오                                                        | 아니오 (공식 모음집은 존재)                                  | 아니오                                                                  | 더 이상 아님                                            | 예                                                              | 예                                                               | 아니오          |                                                   |
| 패키지 관리자                          | 아이튠즈 | APK | 앱 카탈로그 (공식) 미리보기 버전 (서드 파티 홈브류)           | 윈도우 모바일 장치 센터/액티브싱크                           | 준 소프트웨어                                                           | 블랙베리 데스크톱 매니저                                | 노키아 슈트                                                     | dpkg+apt-get                                                     | rpm+yum+zypper  | ?                                                 |
| 무선 펌웨어 업데이트                   | 5+ | 예 | ?                                                             | ?                                                            | 예                                                                      | ?                                                       | ?                                                               | ?                                                                | 아니오          |                                                   |
| 다중 사용자                            | 아니오 | 예 | ?                                                             | ?                                                            | ?                                                                       | ?                                                       | ?                                                               | ?                                                                | 아니오          |                                                   |
| 응용 프로그램 실행 시간 수정 가능 권한 | 로케이션 접근만 가능 | 아니오 | 아니오                                                        | ?                                                            | 아니오                                                                  | 예                                                      | ?                                                               | ?                                                                | ?               | ?                                                 |
| 비 영어권 지원                         | 예 | 예 | ?                                                             | 예                                                           | 예                                                                      | 예                                                      | 예                                                              | 예                                                               | 예              | 제한됨 (검색은 분음 부호 처리를 잘 하지 않음)     |
| 밑줄로 알리는 맞춤법 검사              | 예 | 예 | 아니오                                                        | ?                                                            | 예                                                                      | 예                                                      | 예                                                              | 예                                                               | ?               | 아니오                                            |
| 종료 및 충돌시 브라우저 상태 유지      | 예 | 제한됨 | 아니오                                                        | 아니오                                                       | 예                                                                      | ?                                                       | ?                                                               | 예                                                               | ?               | 제한됨 (브라우저가 창이 열린 채로 유지되지 않음)  |
| 여러 내부 프로그램을 한 번에 검색      | 예 | 예 | 예                                                            | 예                                                           | 아니오                                                                  | 예                                                      | 예                                                              | 예                                                               | ?               | 예                                                |
| 없는 주요 프로그램 검색 기능           | 북마크 | 캘린더 (HTC 센스 캘린더의 경우 검색 기능 있음) |                                                               |                                                              |                                                                         |                                                         |                                                                 |                                                                  |                 |                                                   |
| 모든 필드의 내부 자료 검색             | 연락처의 노트(Notes) 필드 검색 안 함 | 연락처 이름 필드만 검색 | 예                                                            | 예                                                           | 연락처의 이름으로만 검색 가능                                           | 대부분의 모델에서 제한됨                                | 예                                                              | 예                                                               | ?               | 연락처의 이름으로만 검색 가능                     |
| 프록시 서버                            | 예 | 예 | 아니오                                                        | 예                                                           | 예                                                                      | 예                                                      | 예                                                              | 예                                                               | ?               | 예                                                |
| 장치 상의 암호화                       | 예 | 예 | 아니오                                                        | 예                                                           | 아니오                                                                  | 예                                                      | ?                                                               | 예                                                               | ?               | 아니오                                            |
| 클라우트 통신 암호화하여 동기화        | 예 | 2.3.4+ | ?                                                             | ?                                                            | 망고 업데이트로 가능                                                    | 예                                                      | ?                                                               | 예 (서드 파티 프로그램 사용시)                                   | ?               | ?                                                 |
| 데스크톱 동기화                        | 예 | 예 | 서드 파티 소프트웨어에서만                                    | 예                                                           | 아니오                                                                  | 예                                                      | 예                                                              | 예                                                               | 예              | 예                                                |
| 완전한 로컬 백업                       | 예 | 아니오 | 제한된 공식 백업. 완전한 백업은 홈브류를 통해 가능            | 예                                                           | 아니오                                                                  | 예                                                      | 예                                                              | ?                                                                | ?               | 아니오                                            |
| 분실 대비 중요 데이터 동기화           | | 북마크, SMS, 설정 |                                                               |                                                              |                                                                         |                                                         |                                                                 |                                                                  |                 |                                                   |
| 잘라내기, 복사, 붙여넣기               | 예 | 예 | 예                                                            | 예                                                           | 예                                                                      | 예                                                      | 예                                                              | 예                                                               | ?               | 예                                                |
| 실행 취소                              | 예 | 아니오 | 제한됨                                                        | 예 (기본 키보드를 이용하여 Ctrl+Z 사용시)                    | 아니오                                                                  | 아니오                                                  | ?                                                               | 예                                                               | ?               | 아니오                                            |
| 통화자에게 전화 번호 연결              | 예 | 아니오 | 예                                                            | 예 (브라우저에서는 안 됨)                                    | 예                                                                      | 예                                                      | 아니오                                                          | 예                                                               | ?               | 예 (브라우저에서는 안 됨)                         |
| 기본 웹 브라우저/엔진                  | 웹킷 | 웹킷 | 웹킷                                                          | 트라이던트                                                   | 트라이던트                                                              | 웹킷                                                    | 웹킷                                                            | 게코                                                             | 웹킷            | 웹킷                                              |
| 브라우저 소리/동영상 저장              | 아니오 | 예 (임베디드 미디어가 아닌 링크만) | 예                                                            | ?                                                            | 아니오                                                                  | 예 (임베디드 미디어 지원 안 함)                         | ?                                                               | ?                                                                | ?               | ?                                                 |
| 브라우저 페이지 저장                   | 5+ | 예 | 아니오                                                        | ?                                                            | 아니오                                                                  | ?                                                       | ?                                                               | ?                                                                | ?               | ?                                                 |
| 브라우저 텍스트 Reflow                 | 아니오 | 예 | 아니오                                                        | ?                                                            | 아니오                                                                  | 예                                                      | 아니오                                                          | ?                                                                | ?               | 아니오                                            |
| 브라우저 파일 업로드                   | 아니오 | 2.2+ | ?                                                             | ?                                                            | 예                                                                      | 예                                                      | 예                                                              | ?                                                                | ?               | 예                                                |
| 공식 응용 프로그램 스토어              | 앱 스토어 | 구글 플레이 | 앱 카탈로그                                                   | 윈도우 마켓플레이스                                          | 윈도우 폰 마켓플레이스                                                  | 앱 월드                                                 | 심비안 호라이즌, 오비 스토어                                    | maemo.org ,오비 스토어                                           | ?               | 삼성 앱스                                         |
| 차별 없는 스토어                       | 차별 (나라 및 애플 정책에 따라) | 차별 (나라 및 구글 가이드라인) | 나라에 따라 차별                                              | ?                                                            | ?                                                                       | ?                                                       | ?                                                               | ?                                                                | ?               | ?                                                 |
| 통합 문자함                            | 예 | 아니오 | 예                                                            | 예                                                           | 망고 업데이트로 가능                                                    | 예                                                      | 예                                                              | ?                                                                | ?               | 예                                                |
| 전자 메일 동기화 지원 프로토콜         | POP3, IMAP, MAPI | POP3, IMAP, MAPI | POP3, IMAP, MAPI                                              | POP3, IMAP, MAPI                                             | POP3, IMAP, MAPI                                                        | BES, BIS, 푸시 전자메일                                 | POP3, IMAP                                                      | POP3, IMAP, 익스체인지                                           | POP3, IMAP      | POP3, IMAP                                        |
| 간섭 없는 통보 수                      | 5+ | 예 | 예                                                            | ?                                                            | 예                                                                      | 예                                                      | ?                                                               | ?                                                                | ?               | ?                                                 |
| 푸시 통보                              | 예 (애플 푸시 통보 서비스) | 예 | 예                                                            | ?                                                            | 예                                                                      | 예                                                      | 예                                                              |                                                                  |                 | 예                                                |
| End-to-end 암호화 푸시 통보            | 불가능 | 가능 (암호화를 해제할 수 있는 응용 프로그램이 통보 기능을 통제함) | ?                                                             | ?                                                            | ?                                                                       | ?                                                       | ?                                                               | ?                                                                | ?               | ?                                                 |
| 사용자 지정 벨소리                     | 제한적 | 예 | 예                                                            | 예                                                           | 망고 업데이트로 가능                                                    | 예                                                      | 예                                                              | 예 (서드 파티 프로그램 사용시)                                   | ?               | 예                                                |
| 음성 인식                              | 예(Siri) | 예(젤리빈 이상) | 예 (버전 2.1 이상)                                            | 예                                                           | 예                                                                      | 예                                                      | 예                                                              |                                                                  | 예              |                                                   |
| 녹음 기능                              | 제한됨 (음성 제어 없음) | 매우 제한됨 (백그라운드에서 실행 안 됨 음성 제어 없음) | 서드 파티 소프트웨어로만 가능                                 | ?                                                            | 서드 파티 사용, 매우 제한됨 (백그라운드에서 실행 안 됨, 음성 제어 없음) | 매우 제한됨 (백그라운드에서 실행 안 됨, 음성 제어 없음) | ?                                                               | 예 (서드 파티 프로그램 사용시)                                   | ?               | ?                                                 |
| 전화 녹음                              | 운영체제 자체적으로 차단 | 운영체제 자체적으로 차단(일부 국가 제외) | 아니오                                                        | 예                                                           | 아니오                                                                  | ?                                                       | 예                                                              | 예 (서드 파티 프로그램 사용시)                                   | ?               | ?                                                 |
| 장치 사진 정보 (EXIF 데이터 포함)      | 로케이션에서만 | 일부분만 지원 | ?                                                             | ?                                                            | 아니오                                                                  | ?                                                       | ?                                                               | ?                                                                | ?               | ?                                                 |
| 장치 사진 분류                         | 5+ | 일부 가능 | 아니오                                                        | ?                                                            | 아니오                                                                  | 예 (사진 이름이 바뀌거나 검색될 수 있음)                | ?                                                               | ?                                                                | ?               | ?                                                 |
| 셔터음 끄기                            | 무음 모드에서 | 무음 모드에서 | 무음 모드에서                                                 | ?                                                            | 망고 업데이트로 가능                                                    | ?                                                       | ?                                                               | ?                                                                | ?               | ?                                                 |
| 사진 잘라내기                          | 5+ | 예 | 서드 파티 프로그램으로만                                      | ?                                                            | 아니오                                                                  | ?                                                       | ?                                                               | 예                                                               | ?               | 예                                                |
| 동영상 잘라내기                        | 예 | 예 | 예                                                            | ?                                                            | 아니오                                                                  | ?                                                       | ?                                                               | ?                                                                | ?               | 예                                                |
| 소리 잘라내기                          | 예 | 아니오 | 아니오                                                        | ?                                                            | 녹음 기능 없음                                                          | ?                                                       | ?                                                               | ?                                                                | ?               | 예                                                |
| 테더링                                 | 블루투스, USB (통신사에 따라 다름), 개인 핫스팟 (와이파이 테더링) (통신상 따라 다름, iOS 4.2.5/4.3 이후 (아이폰 전용) 및 서드 파티 소프트웨어 및 탈옥을 통해) | 모바일 와이파이 핫스팟, USB, 블루투스 | 모바일 와이파이 핫스팟 (공식적으로 버라이즌 와이어리스에서만) | USB, 블루투스, 모바일 와이파이 핫스팟 (서드 파티 소프트웨어) | 비공식적으로 홈브류를 통해 지원                                         | USB, 블루투스, 모바일 와이파이 핫스팟                   | USB, 블루투스, 모바일 와이파이 핫스팟 (서드 파티 소프트웨어)    | [[마이크로USB, 블루투스, 모바일 와이파이 핫스팟                  |                 | 마이크로USB, 블루투스 3.0, 모바일 와이파이 핫스팟 |
| USB 온더고                             | 아니오 | 3.1+ | 아니오                                                        | ?                                                            | 아니오                                                                  | ?                                                       | 예                                                              | ?                                                                | ?               | ?                                                 |
| 텍스트/문서 지원                       | 읽기 전용: 마이크로소프트 오피스, iWork, PDF, 그림, TXT/RTF, VCF                                                                                              | 마이크로소프트 오피스, PDF(Quick Office 앱 및 기타 오피스 앱 필요) | 마이크로소프트 오피스, PDF                                    | 마이크로소프트 오피스 모바일, PDF                            | 마이크로소프트 오피스 모바일, PDF                                       | 마이크로소프트 오피스, PDF                              | 마이크로소프트 오피스 모바일, PDF, djvu                         | 문서 파일, PDF, HTML, 서드 파티 소프트웨어를 통한 다중 포맷 지원 |                 | 읽기 전용: 문서 파일, PDF, HTML, 다중 오피스 포맷 |
| 오디오 재생                            | AAC (8 ~ 320 Kbps), 보호된 AAC (아이튠즈 스토어에서), HE-AAC, MP3 (8 ~ 320 Kbps), MP3 VBR, 애플 무손실, AIFF, WAV                                             | AAC LC/LTP 3GPP, HE-AACv1 (AAC+), HE-AACv2 (강화 AAC+), AMR-NB, AMR-WB, MP3 (모노/스테레오 8-320 kbit/초 고정 및 가변 비트 레이트, MIDI (MIDI 타입 0, 1. DLS 버전 1과 2., Ogg Vorbis, PCM/WAVE (8, 16비트 리니어 PCM (레이트는 하드웨어 제약에 따름), WAVE | MP3, AAC, AAC+, AMR, QCELP, WAV                               |                                                              | MP3, AAC, AAC+, eAAC+, WAV, WMA pro, AMR-NB, MIDI                       | MP3, WAVE, WMA, AAC+, MIDI, AMR, eAAC+, FlAC, OGG       | 모두                                                            | 모두 (일부는 데비안 패키지 필요)                                 |                 | MP3, AAC, WMA, M4A, XMF, 3GA, MMF, MIDI, WAV, AMR |
| 비디오 재생                            | H.264 AVC, MPEG-4, M-JPEG | H.263, H.264 AVC, MPEG-4 SP, DivX, XviD, VP8 | MPEG-4, H.263, H.264                                          |                                                              | H.263, H.264, WMV, MPEG4, MPEG4@ HD 720p 30fps, DivX, XviD              | MP4, WMV, H.263, H.264, DivX, WMV, XviD, 3gp            | H.263, H.264, WMV, MPEG4, MPEG4@ HD 720p 30fps, MKV, DivX, XviD | 모두 (일부는 데비안 패키지 필요)                                 |                 | WMV, ASF, MP4, 3GP, AVI                           |
| 미디어 플레이어 잡티 제거              | 예 | 아니오 (서드 파티 소프트웨어로 사용 가능) | 아니오                                                        | ?                                                            | 망고 업데이트로 가능                                                    | ?                                                       | ?                                                               | ?                                                                | ?               | ?                                                 |
| 미디어 플레이어 2배 속도 재생          | 예 | 아니오 | ?                                                             | ?                                                            | 아니오                                                                  | ?                                                       | ?                                                               | ?                                                                | ?               | 예                                                |
| 턴 바이 턴 GPS                         | 서드 파티 소프트웨어 | 구글 맵스 내비게이션 (전화 커버리지에 제한이 있으면 동작 안 함, 일부 국가 미지원) 및 서드 파티 소프트웨어 | 통신사 소프트웨어, 서드 파티 소프트웨어                       | 서드 파티 소프트웨어                                         | 서드 파티 소프트웨어 및 망고 업데이트로 가능                            | 서드 파티 소프트웨어                                    | 서드 파티 소프트웨어, 무료 노키아 Ovi 국제 지도                 | 서드 파티 소프트웨어, 노키아 Ovi 지도                            |                 | 삼성 LBS (Route 66))                              |
| 영상 출력                              | VGA, 최대 576p,480p | 선정된 기기에 한해 1080p | 아니오                                                        |                                                              | Play To                                                                 | 없음                                                    | 노키아 AV Out (PAL/NTSC), HDMI                                  | 노키아 AV Out (PAL/NTSC)                                         |                 | DLNA                                              |
| 멀티태스킹                             | 예 | 예 | 예                                                            | 예                                                           | Tombstoning                                                             | 예                                                      | 예                                                              | 예                                                               | 예              | 예                                                |
| 데스크톱 인터랙티브 위젯               | 아니오 | 예 | 아니오                                                        | 예                                                           | 예 ("라이브 타일" 사용시)                                               | 아니오                                                  | 예                                                              | 예                                                               | 예              | 예                                                |
| 블루투스 키보드                        | 예 | 예 | 예 (버전 2.0 이상)                                            | 예                                                           | 아니오                                                                  | 예                                                      | 예                                                              | 예 (플러그인 사용시)                                             | ?               | 예                                                |
| 화상회의 전면 비디오 카메라            | 예 (아이폰 4, 아이폰 4 이상만) | 예 (일부 모델에서만 하드웨어적으로 지원) | 예 (Pre3 및 터치패드 전용)                                    | 아니오                                                       | ?                                                                       | 예                                                      | 예                                                              | 예                                                               | 예              | 예                                                |
| 블루투스 파일 전송                     | 아니오 | 예 | 아니오                                                        | 예                                                           | 아니오                                                                  | 예                                                      | 예                                                              | 예                                                               | 예              |                                                   |
| VoIP                                   | 서드 파티 (스카이프 등) | 서드 파티 (스카이프 등) | 아니오                                                        | 서드 파티 (프링 등)                                          | 망고 업데이트로 가능                                                    | 서드 파티                                               | 예 (SIP) 또는 서드 파티(스카이프) 필요                          | 예 (SIP)                                                         | ?               | 아니오                                            |
| ssh                                    | 탈옥이 필요함. OpenSSH 설치 필요 (시디아를 통해) | 예 | 홈브류 필요                                                   | 아니오                                                       | 아니오                                                                  | 예                                                      | ?                                                               | 예                                                               | 예              | ?                                                 |
| 오픈VPN                                | ? | ? | ?                                                             | 원격 데스크톱                                                | ?                                                                       | 예                                                      | 예 (서드 파티 프로그램 사용시)                                  | 예                                                               | 예              | ?                                                 |
| WPA PEAP                               | 예 | 아니오 | ?                                                             | ?                                                            | ?                                                                       | ?                                                       | ?                                                               | ?                                                                | ?               | ?                                                 |
| 원격 프레임 버퍼                       | ? | ? | ?                                                             | ?                                                            | ?                                                                       | ?                                                       | ?                                                               | 예                                                               | 예              | ?                                                 |
| 스크린샷                               | 예 | 예 | 예                                                            | 예                                                           | 망고 업데이트로 가능 홈브류나 SDK를 통해 가능.                          | 예 (서드 파티 프로그램 사용시)                          | 예                                                              | 예                                                               | ?               | 예                                                |
| GPU 가속 GUI                           | 예 | 3.0+ | ?                                                             | 아니오                                                       | 예                                                                      | ?                                                       | 예                                                              | 예                                                               | ?               | ?                                                 |
| 공식 SDK 플랫폼                        | Mac OS X | 다중 플랫폼 | 다중 플랫폼                                                   | 윈도우                                                       | 윈도우                                                                  | 윈도우                                                  | 윈도우/다중 플랫폼 (Qt)                                         | GNU/리눅스                                                       | GNU/리눅스      | 윈도우                                            |
| 기능                                   | iOS | 안드로이드 | 웹OS                                                          | 윈도우 모바일                                                | 윈도우 폰 8.1                                                           | 블랙베리 OS                                             | 심비안                                                          | 마에모                                                           | 미고            | 바다                                              |

## 같이 보기
- 태블릿 컴퓨터
- 스마트폰
- 스마트 TV